# Preservação de madeiras

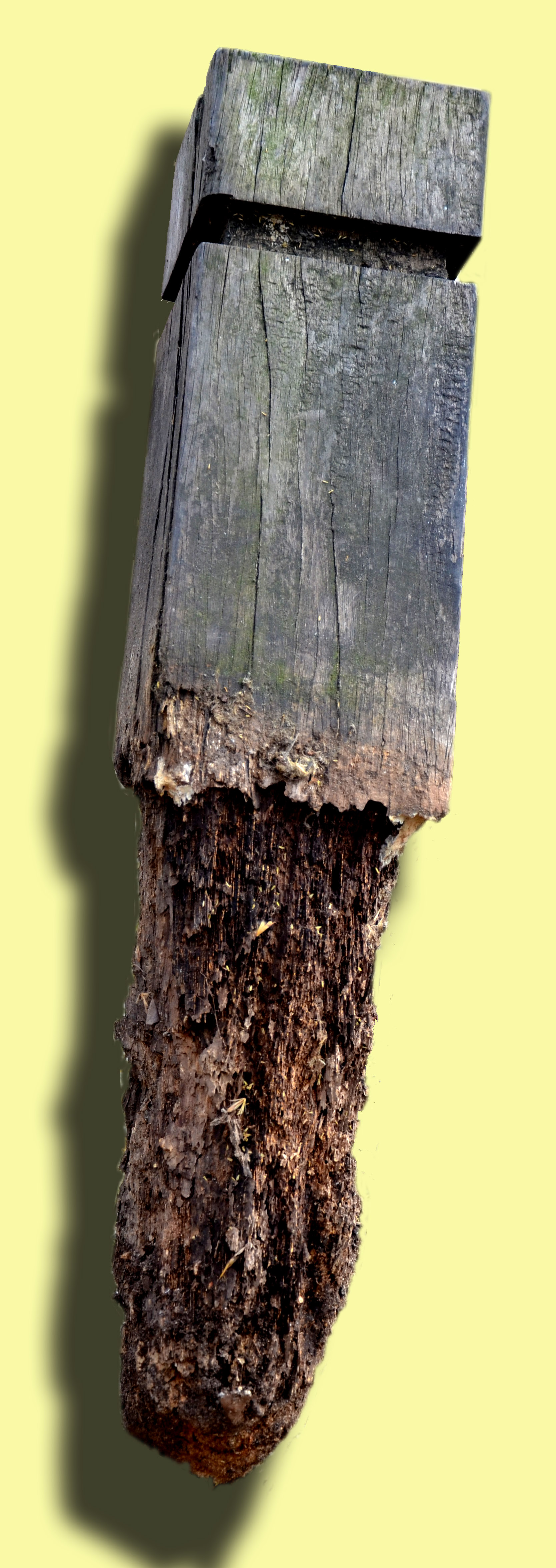
Madeira tratada, podre

A preservação de madeiras é qualquer procedimento ou conjunto de medidas que possa conferir à madeira em uso maior resistência aos agentes de deterioração, proporcionando-lhe maior durabilidade. Em concreto é prevenir sua biodegradação e deterioração pela radiação ultravioleta, pelos fungos lignolíticos, e  insetos xilófagos como para garantir a sua estabilidade dimensional e suas propriedades mecânicas, ampliando assim seu tempo de vida útil, o que significa reduzir a necessidade de cortar novas árvores.
A madeira é um material renovável cujas propriedades físico-mecânicas e anatômicas a tornam um material versátil. Em relação a outros materiais, como o concreto, plástico, aço e alumínio, a madeira apresenta uma série de vantagens, como beleza, alta resistência mecânica em relação à massa, um baixo consumo energético para o seu processamento, bom isolamento térmico, fácil trabalhabilidade. Apresenta, também, desvantagens, como material combustível e, para algumas espécies, baixa durabilidade natural, rachaduras e empenamentos.

No entanto é perfeitamente possível proteger a madeira utilizada em construções e marcenaria contra cupins, apodrecimento e manchas. A utilização de técnicas preservativas permite também resolver o sério problema da falta de madeiras duráveis nas propriedades agrícolas.
No mercado, existem diversos produtos preservantes, de natureza hidrossolúvel ou oleossolúvel, para tratamento preventivo ou curativo; diversos métodos são utilizados, com pressão atmosférica ou pressões artificiais, ou até mesmo o simples processo de secagem da madeira. A combinação de produtos e processos confere à madeira padrões de qualidade diversos, adequando-a aos diferentes usos. Mas devido a elevada toxicidade desses produtos surgiu um método ecológico alternativo, o da modificação térmica.

## Agentes biológicos

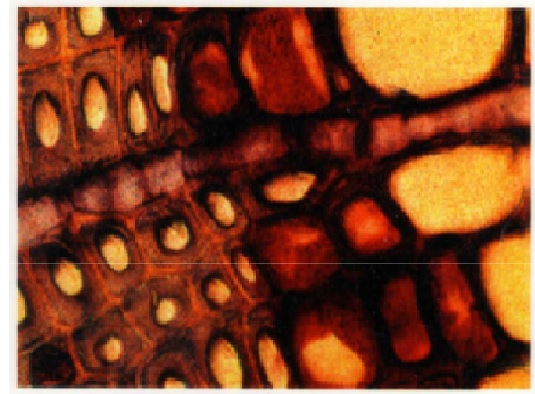
Ataque por bactérias

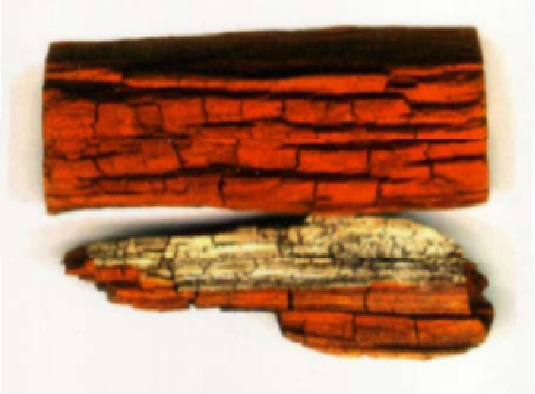
Ataque por fungos de “podridão parda"

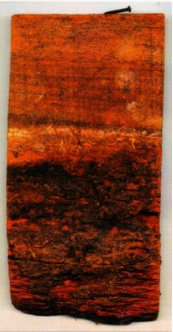
Ataque por fungos de podridão mole

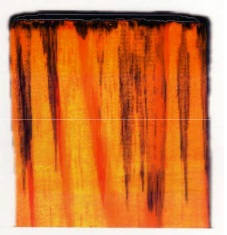
Ataque por fungos manchadores

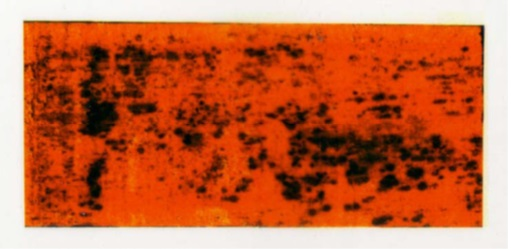
Ataque por bolor

A degradação da madeira pode ocorrer através de diferentes maneiras, sendo assim, torna-se importante a identificação do agente causador em cada caso, para que assim se possa combater o problema com sucesso. E para melhor compreender como eles atacam, há a necessidade de analisar cada tipo de agente em particular. Os agentes que atacam a madeira são:

### Bactérias
As bactérias atacam a madeira no estado úmido, condição que acontece quando a madeira é recém cortada, ainda na forma de tora, ou quando está úmida na forma de peças após o processamento industrial. As bactérias atacam lentamente, iniciando o ataque nas células de reserva e posteriormente nas paredes celulares. Como resultado dos ataques, a madeira se torna mais porosa aumentando assim a absorção de água pela madeira.

### Fungos lignolíticos
Dentre os principais agentes xilófagos responsáveis pela biodeterioração da madeira, destacam-se os fungos. Estes são microrganismos eucariotos e heterotróficos com capacidade de produção enzimática que auxilia na biotransformação de materiais orgânicos. Os cinco grupos principais de fungos que atacam madeiras são: manchadores, emboloradores, podridão parda, podridão branca e podridão mole.

#### Emboloradores e manchadores
Há uma diversidade de fungos atuantes na natureza, no entanto, os que são manchadores e emboladores predominam na deterioração e degradação de madeiras. Ambos sobrevivem dos nutrientes existentes no lúmen das células parenquimáticas do alburno (proteínas, sais minerais, amido e açúcares). Podem ocorrer em coníferas e folhosas, mediante a madeira em tora ou serrada, principalmente após o abate da árvore devido o alto teor de umidade ou através do armazenamento inadequado, colonizam-se também em produtos em uso.
Normalmente, os fungos emboladores causam consideráveis alterações na superfície de madeiras, sendo denominado popularmente de bolor. Essa modificação advém da intensa proliferação de esporos, no qual as cores variam conforme a espécie fúngica, desta forma a madeira exibe aspecto algodoado, um dos principais gêneros é o Trichoderma.
No que se refere aos fungos manchadores, estes contêm hifas pigmentadas ou hialinas que excretam substâncias coloridas, ocasionando a aparição de áreas com pigmentações variando de azul a cinza escuro, podendo ser superficiais ou profundas e em forma de cunhas, um dos principais exemplos são os mitospóricos.

##### Danos
Os maiores danos econômicos destes microrganismos na madeira, resultam da capacidade de descoloração, gerando manchas muitas vezes indesejadas pelos consumidores do setor florestal, e aumento da permeabilidade, ocasionando maior absorção de umidade. Contudo, não atacam a parede celular da madeira, mantendo assim, suas propriedades estruturais conservadas.

##### Prevenção e controle
Os principais métodos de prevenção e controle são por meio da realização da secagem da madeira, mantendo a umidade (inferior a 20%) e temperatura (acima de 65 °C) em condições não propícias para o desenvolvimento dos fungos, bem como o armazenamento em ambiente adequado.

### Insetos xilófagos
São vários os insetos xilófagos, chamados vulgarmente de "bichos da madeira". Geralmente no estado larvar, abrem galerias na madeira à procura de abrigo e alimento, propagando assim os fungos. Podemos citar o Anobium punctatum ou "Caruncho das mobílias, ou da casa" que é o mais comum na Europa, o Lyctus brunneus, o Hylotrupes bajulus ou "Capricórnio das casas" que ataque a madeira de pinho, o Xestobium rufovillosum que ataque principalmente as vigas de carvalho, enfim  o Pentarthrum Huttoni que ataque a madeira húmida e podre

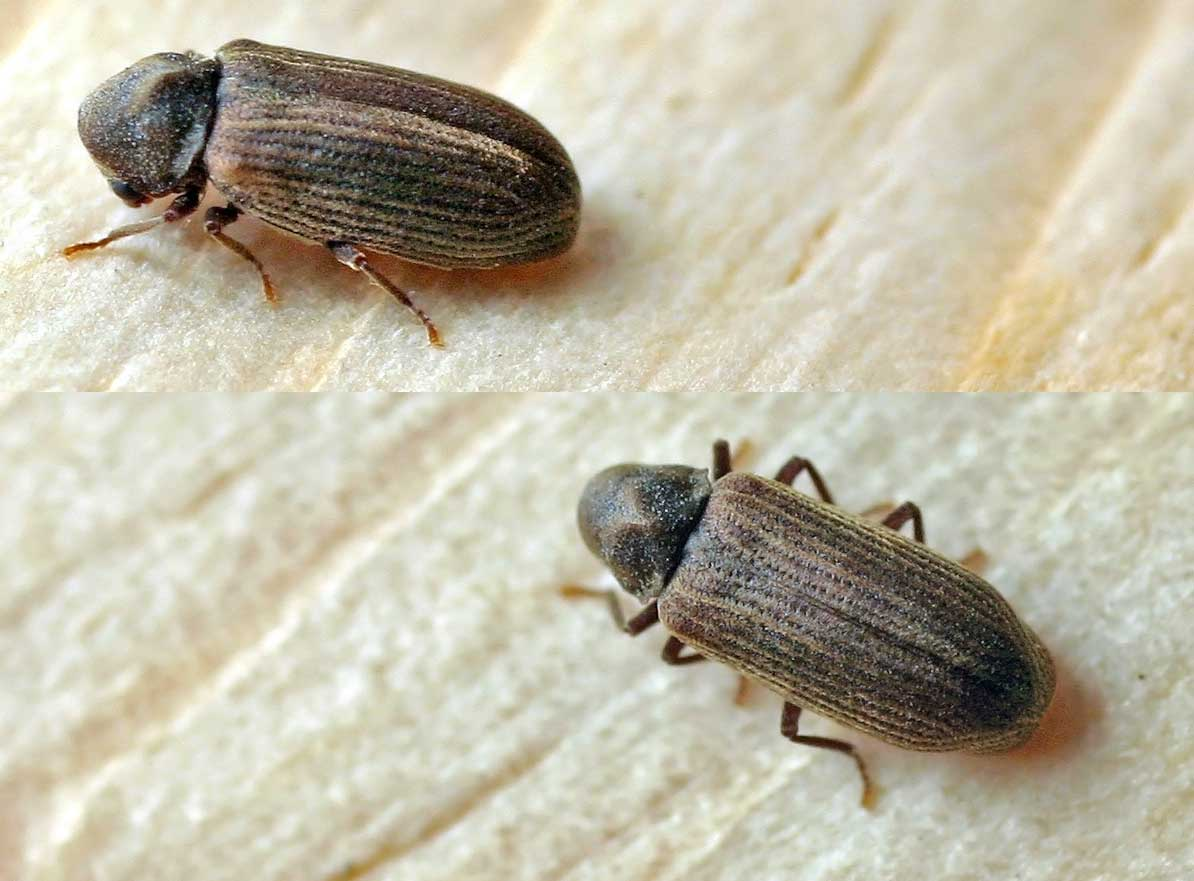
Anobium punctatum
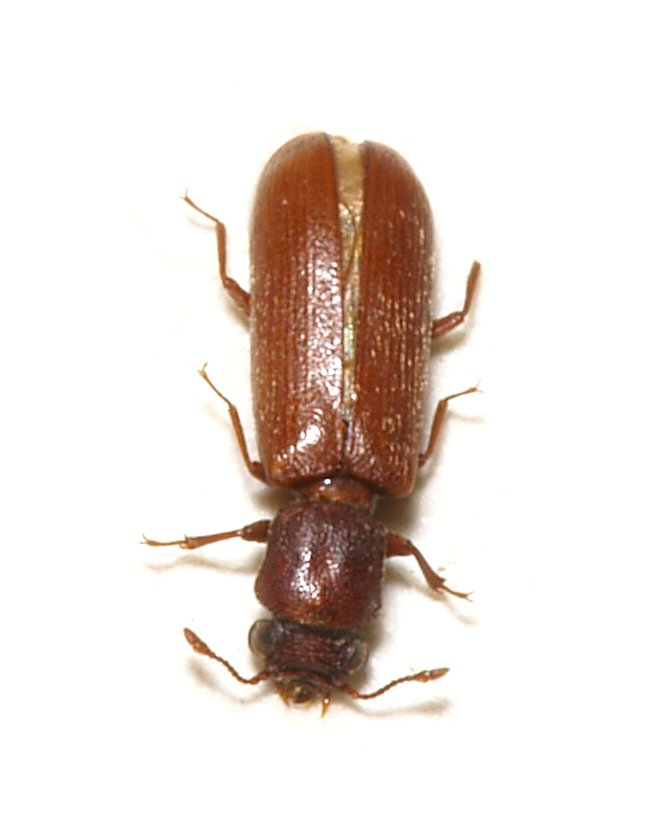
Lyctus brunneus
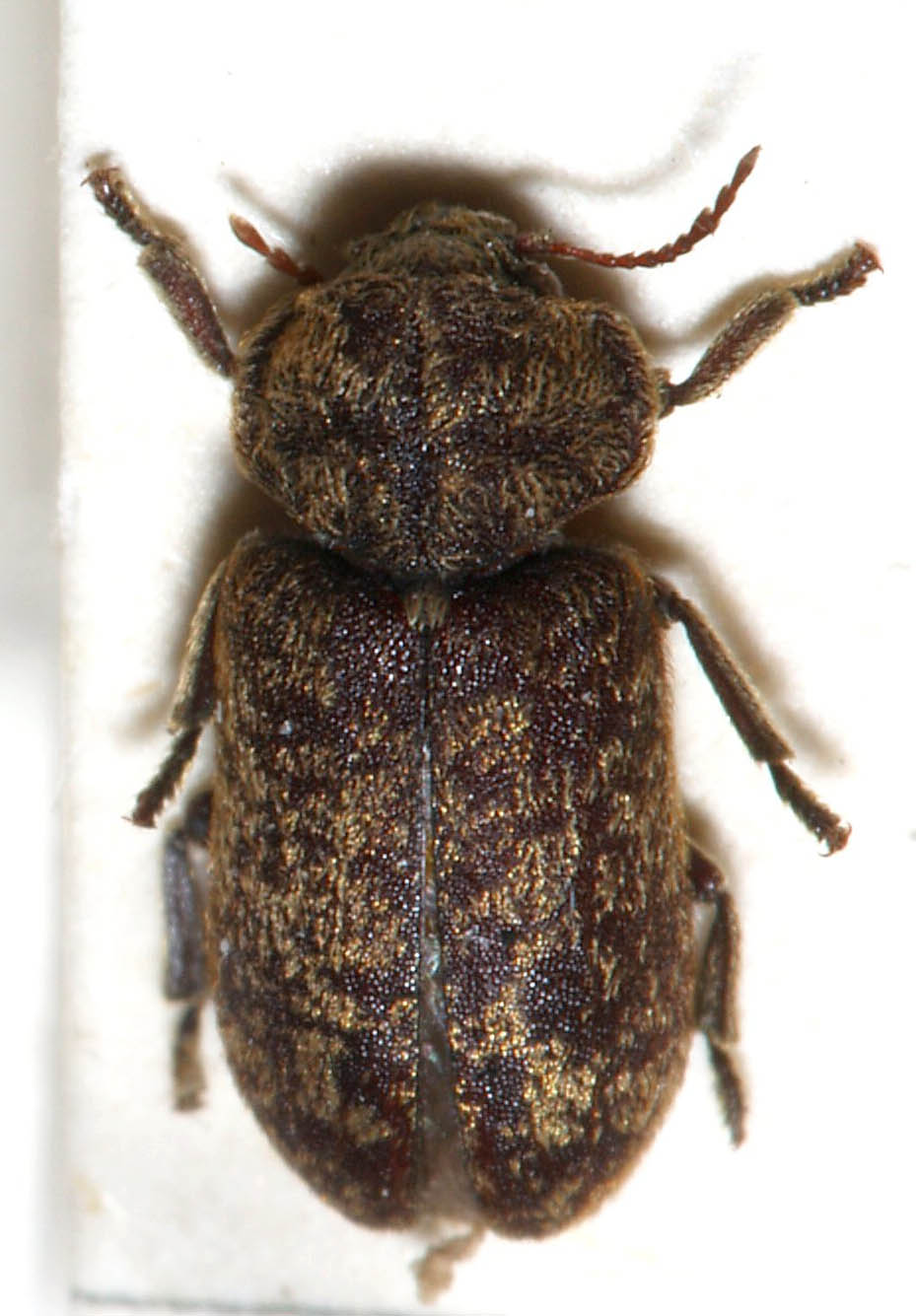
Xestobium rufovillosum
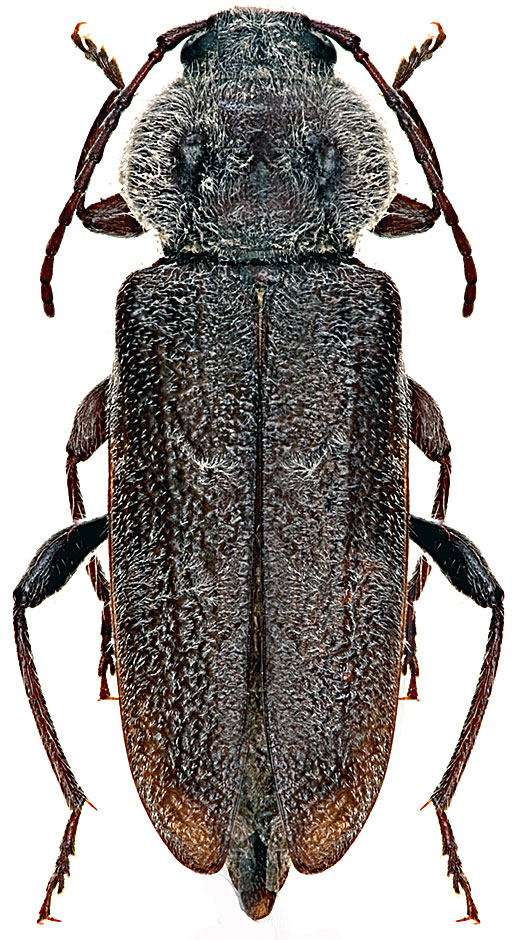
Hylotrupes bajulus
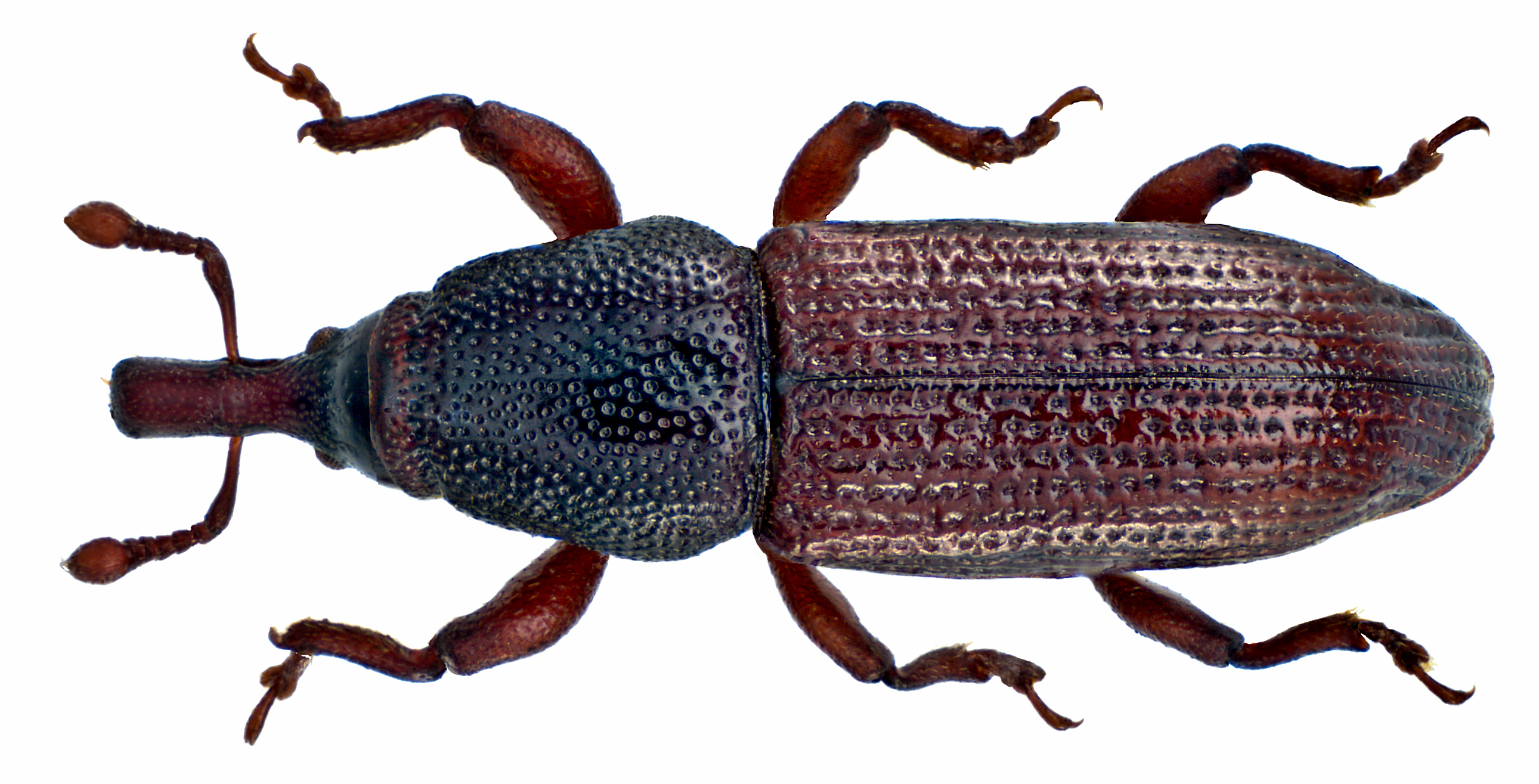
Pentarthrum Huttoni

#### Cupins-de-madeira-seca ou térmitas
Os cupins ou térmitas, dentre os insetos xilófagos, são os mais sérios agentes destruidores da madeira. Os cupins nutrem-se basicamente de celulose e a madeira é atacada de tal forma que dificilmente a presença de cupins é percebida, pois o exterior da peça permanece intacto, enquanto seu interior pode estar completamente destruído. Atacam madeira com maior teor de umidade, como postes, mourões de cercas dentre outras.
A madeira é uma matéria-prima extraída de florestas plantadas ou naturais e apresenta elevado valor comercial, configurando-a, assim, de grande importância para a subsistência humana e para o desenvolvimento econômico do país. Dentre os principais grupos de biodeterioração que acometem a madeira por meio de dano mecânico e promovem comprometimento deste material, estão os cupins.

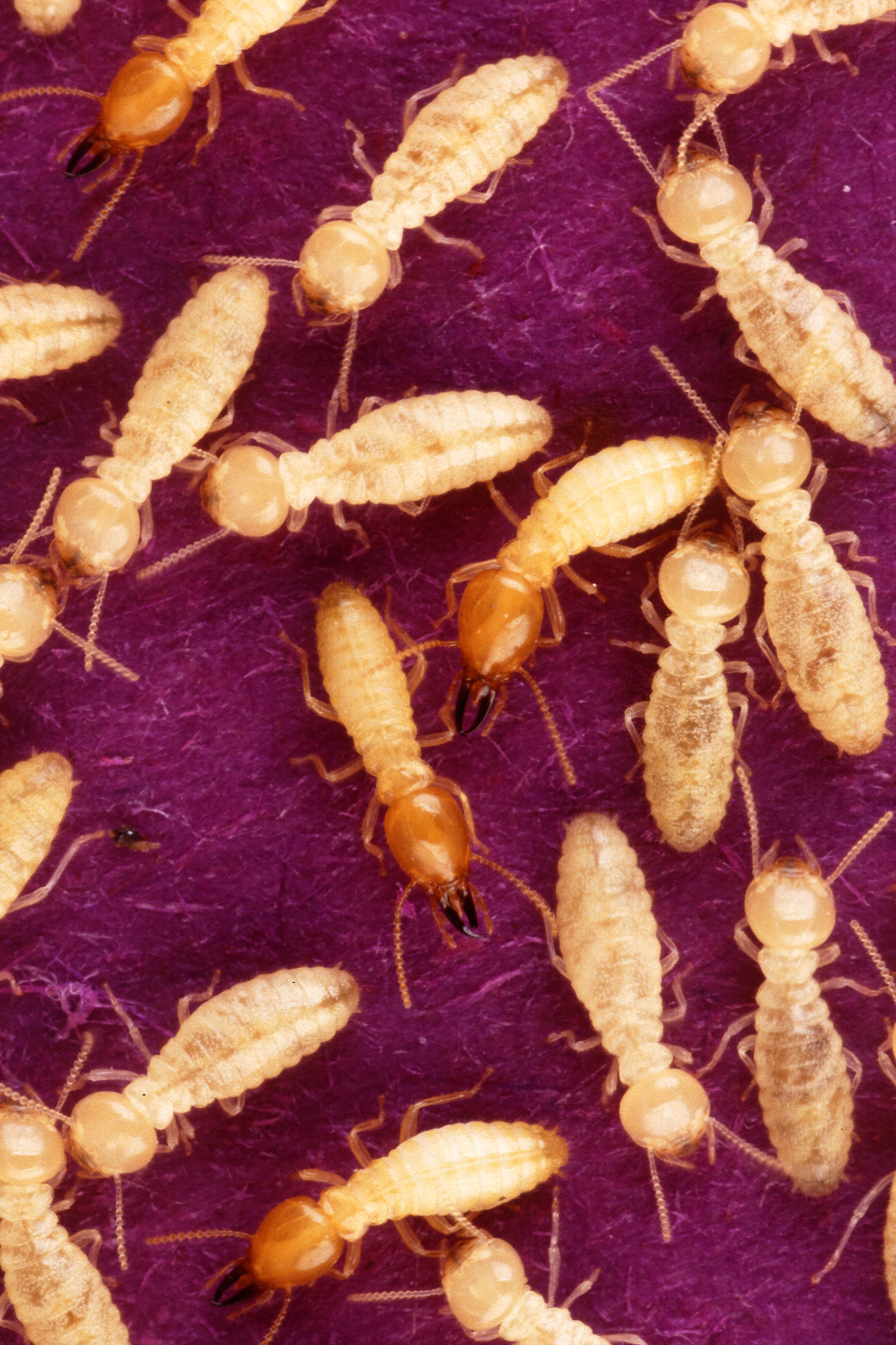
Térmitas ou cupins

Cryptotermes brevis é a espécie mais comum de cupim especializada no ataque de madeira seca e por isso é vulgarmente conhecido como cupim-de-madeira-seca. É denominado cosmopolita em virtude de sua alta taxa de dispersão nos grandes centros urbanos, em regiões neotropicais. Pertencente à família Kalotermitidae, teorias mais aceitas consideram que estes são originários dos desertos costeiros do Chile e Peru. Além disso, o cupim-de-madeira seca é considerado como o mais importante, do ponto de vista econômico no Brasil.
As colônias deste tipo de cupim se desenvolvem internamente em madeira seca, penetram através de rachaduras ou de outras aberturas naturais e, por isso, as perdas ocasionadas pelo seu ataque são agravadas pela dificuldade de localização e controle das suas colônias por se desenvolverem de forma lenta. Cada par sexuado penetra e inicia a escavação para o interior formando galerias. Por terem adquirido em seu processo evolutivo mecanismos de redução de perda de umidade, fecham a entrada de suas galerias com uma secreção intestinal, depositada em forma líquida e endurecida com o tempo apresentando coloração amarronzada motivo pelo qual são frequentemente transportados de um local para o outro em móveis infestados, caixas, estrados, molduras de quadros e outros sem serem percebidos.
Os grânulos fecais excretados é a principal evidência da presença e do acúmulo dentro das galerias desses cupins, que, são, por sua vez, utilizados tanto para fechar galerias inativas quanto para defesa da colônia. A comunicação entre os indivíduos das colônias de cupins ocorre de forma diversificada e envolve sinalizações químicas e físicas. Somado a isso, à medida que os cupins consomem as estruturas, forma em seus interiores, um complexo sistema de galerias que dificulta a penetração de substâncias tóxicas usadas no controle destes insetos.
Estes cupins conseguem sobreviver em condições de baixa umidade, abaixo de 30%, em virtude da modificação do reto, mecanismo este, de formação de pelotas fecais secas no processo de excreção a fim de não perder água no processo de eliminação de impurezas orgânicas, além de produção de água metabólica, agrupamento, regulação de respiração, corpo quitinoso e outros.
Os investigadores SILVA, CABALLEIRA LOPEZ, e OLIVEIRA, testando a resistência natural da madeira de Eucalyptus grandis de quatro diferentes idades (10, 14, 20 e 25 anos) ao ataque de cupins de madeira seca constataram que a madeira de 10 anos foi a mais severamente atacada, com desgaste semelhante ao da testemunha. As madeiras de 14, 20 e 25 anos não diferiram estatisticamente entre si. Quanto à resistência natural ao ataque de cupim de madeira seca, todas foram classificadas como de desgaste acentuado. Concluindo assim, que a espécie tem baixa resistência natural a esse tipo de praga. Isso pode ser explicado porque madeiras mais jovens apresentam menores teores de extrativos tóxicos que atuam como inseticidas naturais.
Resultado corroborado com o trabalho de Gonçalvez et al., ao avaliar a resistência de dez madeiras ao térmita, como também é denominado o Cryptotermes brevis, em condições de laboratório. Os autores observaram que nas madeiras de maior densidade e maiores teores de extrativos e de cinzas, observaram-se maiores valores de mortalidade dos cupins.
Os custos com o controle curativo e recuperação das construções é alto, Lelis, verificou prejuízos incalculáveis ao realizar um levantamento em duzentas e quarenta edificações na cidade de São Paulo, no período de 1973 a 1993; segundo o pesquisador, o dano real causado pelos térmitas é, ainda, desconhecido.
As formas pioneiras e mais tradicionais para o controle desses cupins utilizam iscas-armadilhas seguidas de aplicação de inseticidas formulados em pó, e através do emprego de barreiras químicas no solo com inseticidas organofosforados e organoclorados (CROPPER et al., 1992). Contudo, outros estudos já validaram a técnica de imersão das peças infestadas em água a alta temperatura, congelamento, aquecimento controlado, sem contar a remoção de túneis e ninhos mecanicamente.
Quanto à prevenção, recomendam-se a injeção direta sobre o material atacado e em galerias ou utilização de agentes fumegantes. Porém, ressalta-se que os produtos a serem utilizados no manejo de cupins-praga devem ser de baixa persistência e toxicidade a organismos não alvos. Neste contexto, óleos essenciais têm sido apontados como substâncias alternativas para o manejo dos cupins-praga.

## Preservantes da madeira
O que deve ser observado em um produto preservante de madeira é a característica de apresentar baixa toxicidade aos seres vivos, além do efeito protetor dessa substância contra insetos e fungos. Os preservativos são divididas conforme suas características físicas e químicas, podendo ser classificadas em 2 grupos; preservativos oleossolúveis e preservativos hidrossolúveis. A existência de inúmeras espécies de madeira sujeitas ao ataque de agentes biológicos faz com que o uso de tratamentos preservativos seja inevitável. Todavia, a ação destes agentes sobre a madeira ainda representa uma perda considerável para o setor madeireiro, devido ao uso de produtos ineficazes e/ou pela falta de orientação técnica na escolha de um produto adequado para a finalidade desejada, bem como pela forma adotada para a sua aplicação.

### Óleos preservativos

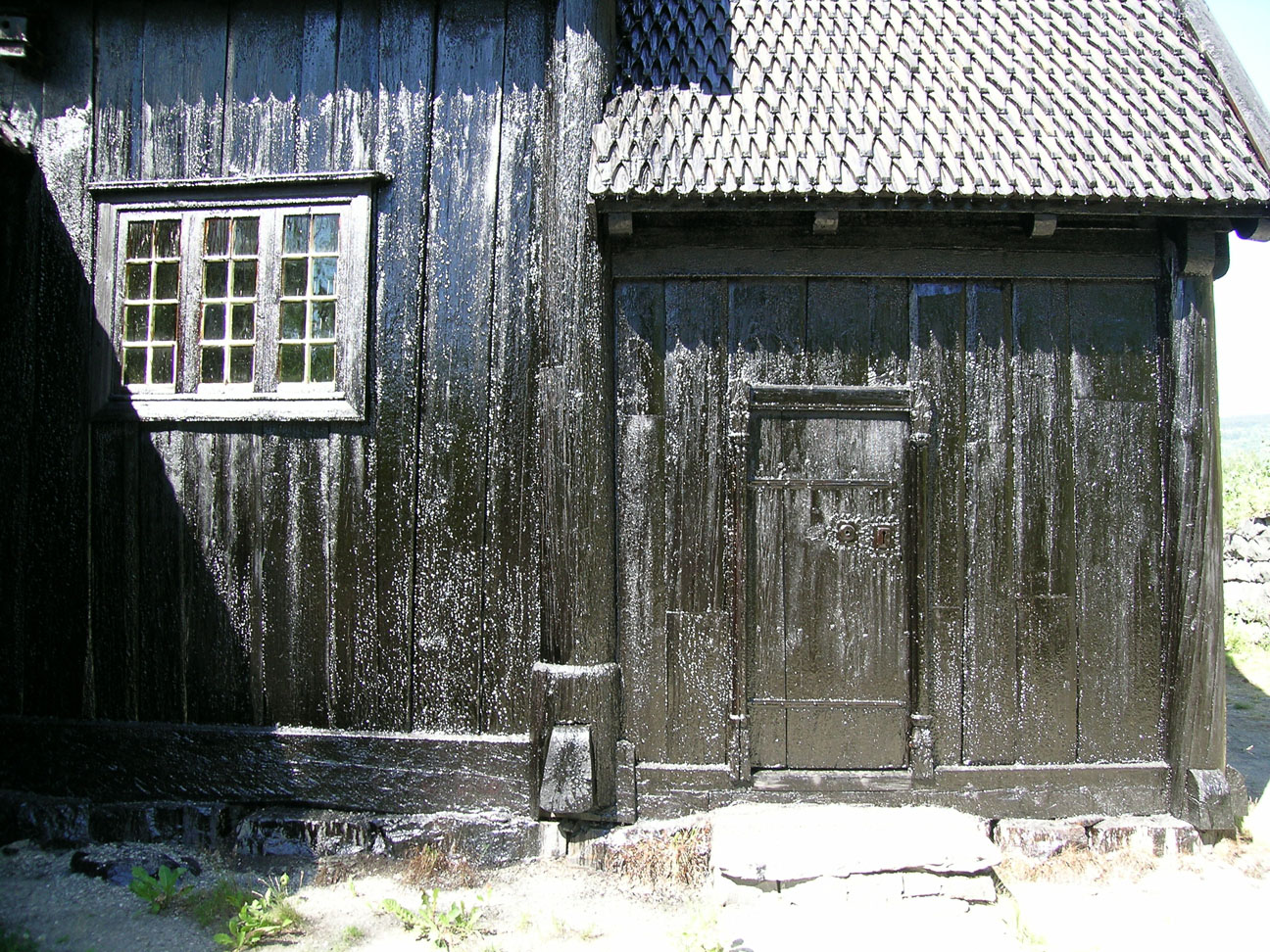
Casa de madeira protegida com creosoto de pinho

Dentre os óleos preservativos, alguns produtos devem ser considerados, como o creosoto, o alcatrão de hulha e o óleo de linhaça. Os dois primeiros são obtidos pela destilação seca do carvão de pedra ou hulha e apresentam uma composição bem complexa, com elevado números de compósitos orgânicos. Eles têm como características a cor escura e um odor característico além de uma viscosidade alta em temperatura ambiente. Logo,  são resistentes à lixiviação e ótimos inseticidas e fungicidas. Normalmente são utilizados na preservação de postes e dormentes e apresentam a baixa toxidez contra os mamíferos, não causa irritações respiratórias, tem apresentado resultados 7,5 vezes maiores que o conhecido preservativo CCA (Arseniato de Cobre Cromatado) no combate das podridões. Já o óleo de linhaça (Linum usitatissimum) é considerado um dos tratamentos naturais de melhor resultado por ser secativo, proporcionando boa impermeabilidade e proteção. Além do óleo de linhaça, estudos têm revelado que combinações com cobrecromo proporcionam melhores resultados de proteção. Outras fontes de estudo como preservantes para madeira são os óleos extraídos das sementes do nim (Azadirachta indica A. Juss) e de mamona (Ricinus communis).

### Preservativos oleossolúveis
De forma generalizada os produtos preservativos ditos oleossolúveis são aqueles que são formados por um solvente que contém uma mistura de óleo. Existem no comércio diferentes formulações prontas para uso a base de pentaclorofenol, tribromofenol, deltametrina, cipermetrina, quinolinolato de cobre, IPBC, entre outras preparadas com solventes e aditivos, que variam em função da utilização prevista para produto comercial preservativo. O preservativo Pentaclorofenol (PCP) é altamente tóxico para agentes biodegradadores da madeira, não se volatiliza, e também não corrói os metais, apresentando resistência à lixiviação. No Brasil o Pentaclorofenol é usado na forma de sais como preservativo de peças de madeira com ação fungicida e inseticida.  O tribromofenol (TBP) nos países da Ásia vem apresentando excelentes resultados contra os fungos manchadores. Mas no Brasil tem sua eficiência reduzida devido a problemas climáticos não favoráveis ao preservante, os quais aumentam o seu uso na peça de madeira ou o degradam, facilitando o desenvolvimento de insetos, fungos ou bactérias. Este preservante vem sendo usado para tentar substituir o pentaclorofenato de sódio, por ser economicamente mais viável e sofrer menor restrição ambiental, embora apresente menor eficiência contra os agentes biológicos.

### Preservativos hidrossolúveis
Geralmente os preservativos hidrossolúveis são formados de um ou mais componentes tóxicos. Em teoria, quanto mais compostos químicos em um só produto, maior será sua eficiência e abrangerá maior quantidade de espécies de fungos e insetos. Os preservantes químicos hidrossolúveis são compostos à base de água. Os sais presentes neles possuem uma grande vantagem de ordem prática e econômica: a sua comercialização em pó ou pasta, de forma concentrada, e a sua diluição é feita apenas antes do uso. Alguns preservativos hidrossolúveis mais utilizados são:
CCA: o arseniato de cobre cromatado, patenteado em 1934, é um preservativo altamente eficaz. Protege a madeira da podridão por fungos, cupins, agentes marinhos e da luz ultravioleta. Repelentes de água podem ser adicionados ao CCA para melhorar sua resistência à absorção de umidade pela madeira. O cobre e o arsênio são muito tóxicos aos agentes biodegradadores, aumentando, assim, a durabilidade do produto, sendo, portanto, recomendado para estas finalidades. No entanto, também podem causar efeitos adversos ao ambiente e danos à saúde dos homens.
CCB: a formulação do Borato de Cobre Cromatado (CCB) vem sendo utilizada como um produto alternativo ao CCA, que em sua formulação utiliza o boro ao invés do arsênio. Em relação às diferenças ao se utilizar esses produtos, o CCB apresenta maior perda por lixiviação e sua toxidez não é tão elevada para insetos, sobretudo para madeira que ficará exposta por extenso período. Se o preservativo CCB for utilizado nas condições climáticas e de solo normais do Brasil, sua duração pode ultrapassar 30 anos.

## Métodos de tratamento
A maioria dos métodos baseia-se na redução da acessibilidade dos grupos hidroxilo que se encontram sobretudo na celulose e hemiceluloses e que são os principais responsáveis pela higroscopicidade da madeira. Ao bloquear estes grupos, essencialmente os presentes nas hemiceluloses e que se encontram mais acessíveis, a madeira diminui a sua  capacidade  de absorver água, o que vai ter impacto em várias propriedades da madeira tratada.
Existem  quatro tipos de processos: a modificação química, da superfície, da impregnação e a térmica.

### Modificação química
A aplicação dos preservantes é feita com auxílio de pincéis ou por mergulhia da madeira serrada ou em tora em tanques com os produtos químicos. Porém, estes métodos são amplamente perigosos. Logo, surgem os métodos alternativos, principalmente para a utilização de empresas de maior porte, como a autoclavagem.

#### Método por autoclavagem

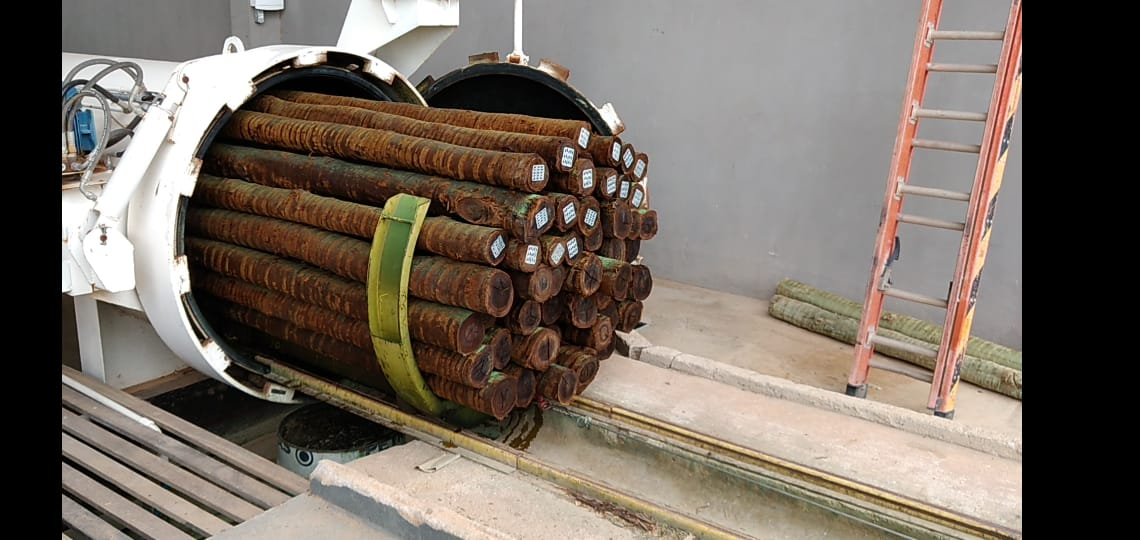
Madeira tratada com CCA em autoclave

A madeira tratada em autoclave é um produto extremamente seguro ao manuseio e uso, desde que todo o processo de tratamento seja respeitado conforme as normas técnicas ABNT e internacionais que o padronizam. Quando o tratamento é feito conforme a padronização, o agente preservante é incorporado à madeira, fixado no interior de suas células, o que o torna tecnicamente inseparável da madeira, devido ao percentual de lixiviação ser praticamente zero.

#### Modificação por impregnação
Esse tratamento consiste na introdução de um ou vários químicos  na  parede  das células que, ao  reagirem, formam um  composto  que bloqueia o acesso aos grupos hidroxilo, diminuindo desta forma a higroscopicidade. Existem principalmente dois mecanismos: a impregnação com um monómero e subsequente polimerização ou  a introdução de um  material solúvel que se torna depois insolúvel após tratamento.
Usa-se:
- A resina (1,3-dimetilol-4,5-dihidroxietileno-ureia ou DMDHEU)
- Uma mistura de maltodextrina com resinas de melamina num sistema aquoso com a adição de um biocida e de um  catalisador. A reacção entre a melamina e a maltodextrina produz um polímero  que não é lixiviado.
- A furfurilação: impregnando a madeira com álcool furfurílico que pode ser obtido através dos produtos secundários da produção do bioetanol.[2]

#### Modificação de superfície
Tem como objetivo a proteção do rais solares e condições climáticas (weathering), mas são por enquanto, processos caros.
Processos:
- Modificação química
- Modificação química com reagentes bifuncionais
- Termoplasticização da superfície
- Activação química
- Activação enzimática
- Descarga de plasma e de corona.[2]

### Modificação térmica
Processo de baixo custo, é aquele que tem mais evoluído nos últimos anos devido ao aumento das restrições na utilização de produtos químicos tóxicos, e a crescente procura de materiais sustentáveis.

#### Técnica Yakisugi ou shou-sugi-ban

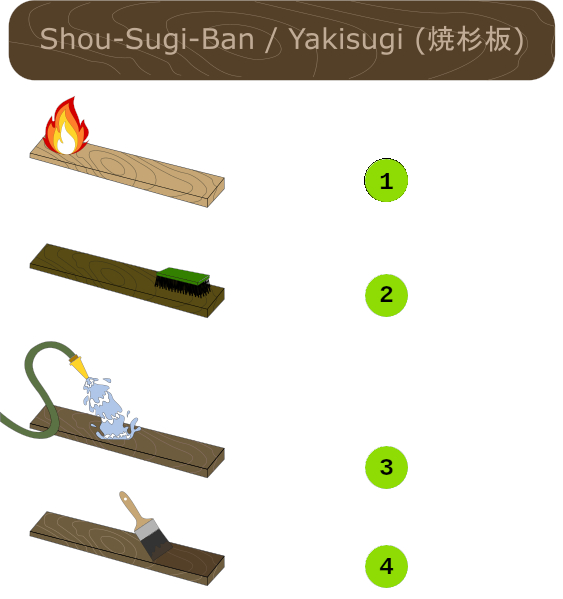
Etapas da técnica Yakisugi:
1 Queima da madeira
2 Escovagem
3 Lavagem
4 Proteção adicional com óleo

O yakisugi (焼き杉, cedro queimado) ou shou-sugi-ban  é uma técnica japonesa de modificação térmica de superfície, de proteção da madeira, que consiste na queima profunda duma face duma tábua de madeira. O material fica assim mais resistente ao fogo, aos insetos e os fungos. Essa técnica é cada vez mais reutilizada por arquitetos como Terunobu Fujimori.

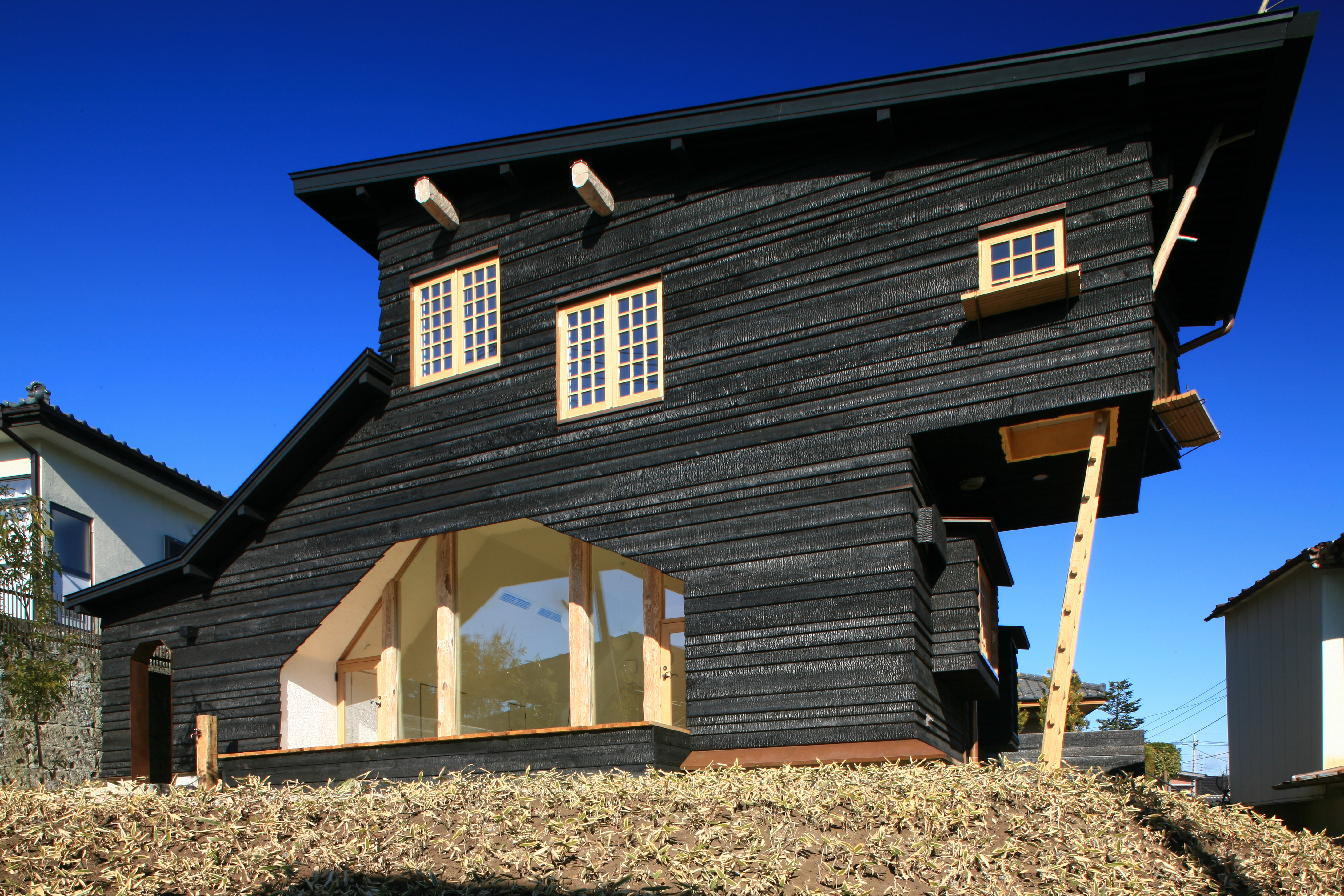
Uso do shou-sugi-ban para a Coal House, do arquiteto Terunobu Fujimori

#### Processos industriais de modificação térmica
Os  processos desenvolvem-se normalmente em quatro fases: Aquecimento, tratamento, arrefecimento e estabilização. As principais diferenças entre os diversos métodos prendem-se com o modo como é feito o aquecimento e o tratamento (vapor, azoto, gases, óleo).
Ciclos dos processos de tratamento:
| Processos    | Descrição |
| Termowood    | Aumento rápido da temperatura usando calor e vapor até 100 °C seguido de um aumento mais suave até 130 °C e secagem durante 1 hora. Aumento até à temperatura de tratamento (185-215 °C) durante 2 ou 3 horas. Arrefecimento e estabilização.   |
| Plato        | Processo em 4 etapas: hidrotermólise, a temperaturasd e 160-190 °C em condições húmidas e compressões acima da pressão atmosférica, secagem até obter 10% de humidade, tratamento térmico a seco a temperaturas de 170º-190 °C e estabilização. |
| Bois Perdure | Secagem rápida com vapor e gases de combustão quentes produzidos pela subida na temperatura da madeira e re-injectados na câmara de combustão.                                                                                                  |
| Retification | A madeira com humidadede 12% é tratada numa fase, a temperaturas de 200 °C-240 °C com azoto, garantindo um máximo do oxigénio de 2%. |
| OHT          | Tratamento com óleo quente(180-240 °C) num recipiente fechado para limitar o teor de oxigénio. |

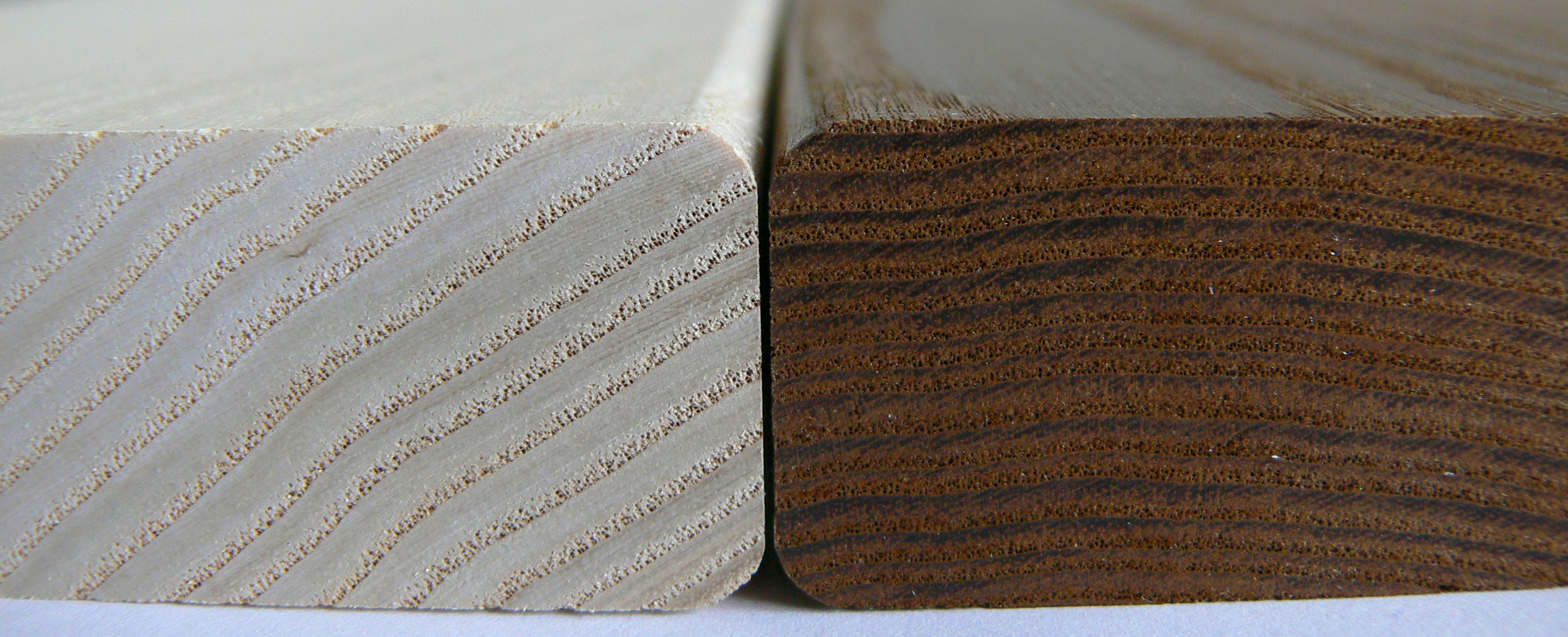
Tratamento Termowood: Antes e depois

Os tratamentos térmicos melhoram a durabilidade da madeira, aumentando a resistência aos fungos (não no solo), e ligeiramente a insectos (menos térmitas). Mas, provoca a degradação de algumas propriedades mecânicas como a diminuição da tensão de rotura (-40% no max.), a madeira torna-se mais quebradiça.

## Qualidade da madeira tratada
O valor agregado da madeira tratada vai além do seu uso específico. Uma estaca de eucalipto comum, por exemplo, dura em média três anos enquanto o tratamento permite que resista em média vinte anos reduzindo os efeitos causados pelo tempo, cupins, etc. Os valores do produto são calculados tendo como base o valor da madeira, valor do tratamento, e despesas com a preparação da madeira antes do processo de tratamento, produto químico utilizado e frete.
O conhecimento técnico sobre o desempenho necessário para a estrutura da madeira, tais como vida útil, responsabilidade estrutural, garantias comerciais e legais e a implementação do controle de qualidade de toda a madeira tratada.
| Processos                                  | Vantagens | Desvantagens                                                                                  |
| Modificação química (Acetilação)           | Resistente a fungos em contacto com o solo e aos raios ultravioleta, não dá cor à madeira.                                                                                        | Uso de grandes quantidades de químicos. Processo mais caro.                                   |
| Modificação térmica                        | Não utilização de qualquer químico e preço baixo | Degradação das propriedades mecânicas, degrada-se em contacto com o solo, cor castanha escura |
| Modificação por impregnação (Furfurilação) | Resistente a fungos em contacto com o solo. Preço do composto químico menor que o da acetilação. Resistente a xilófagos marinhos. Ligeiramente resistente aos raios ultravioleta. | Uso de maiores quantidades de químicos que a modificação química. Cor castanha escura.        |

## Secagem de madeira
A secagem da madeira visa à redução do teor de umidade que varia conforme o uso final do produto. Os objetivos da secagem são: reduzir a movimentação dimensional; inibir os ataques de fungos; e aumentar a resistência física da madeira.
A secagem pode ser realizada ao ar livre ou em estufas com ventilação forçada (com temperatura e humidade controladas). A secagem ao ar deve ser realizada em locais abertos, empilhando as tábuas espaçadas entre si de modo a permitir que o ar circule entre as peças e diminua sua umidade. A secagem ao ar é comumente utilizada em empresas para realização da pré-secagem de modo a otimizar o tempo de secagem em estufa. O ponto mais importante da secagem ao ar está na montagem da pilha de madeira que deve ser realizada com seguintes cuidados: isolamento do solo, alinhamento das peças e cobertura adequada.
As vantagens da secagem em estufa são o menor tempo do processo, maior controle e obtenção de teores de umidade mais baixos, porém há desvantagens como o maior custo de implantação desse sistema e de operação do equipamento.
A secagem em estufa é utilizada por diversas empresas da área de movelaria, painéis, esquadrias, pisos etc. Esse tipo de secagem é composto por 3 fases distintas:
- Aquecimento – é quando ocorre o aquecimento gradativo da temperatura em condições de elavada humidade do ar;.
- Secagem propriamente dita – é a etapa em que a madeira irá perder água. Nessa fase, ocorre a elevação lenta da temperatura e diminuição gradativa da humidade do ar dentro da estufa. É necessario o monitoramento para melhor controle da secagem visando a adequação ao programa previamente estabelecido, determinado pelas características da madeira, pois estas influenciam na secagem;.
- Uniformização e condicionamento – nessa última fase, o objetivo é homogenizar a humidade dentro e entre as peças, tais como:

Para a realização da secagem da madeira deve-se considerar os diversos fatores que influeciam no processo:.
- Fatores ligados as características da madeira: a espécie, o tipo de corte, a espessura da peça, o teor de humidade inicial, a relação cerne e alburno.
- Fatores do processo de secagem: a temperatura, a humidade relativa do ar e a velocidade de circulação do ar.[25]

## Uso de produtos com madeira tratada
Não se deve queimar madeira tratada, pois a queima, destrói a integridade celular e libera os componentes químicos do agente preservante, que em altas concentrações pode ser tóxico se inalado. Não se utiliza madeira tratada como tábuas de carne ou recipientes de armazenamento de alimentos, pois a madeira libera particulados que podem ser perigosos no longo prazo.

## Trabalhos com madeira tratada
O trabalho com madeira tratada requer os mesmos cuidados de segurança que o trabalho com qualquer tipo de madeira, sendo obrigatório o uso de EPIs (Equipamentos de Proteção Individual) a fim de evitar acidentes de trabalho e doenças causadas pela longa exposição à particulados. Recomenda-se que os resíduos não sejam liberados diretamente ao meio ambiente, devendo estes serem recolhidos e encaminhados à aterros sanitários. Jamais utilize madeira tratada que esteja liberando líquidos. Se isto ocorrer, significa que o processo de preservação não foi corretamente efetuado e o agente preservante, que antes da reação com a madeira é produto químico toxicidade nível 1. Este líquido deve ser recolhido, jamais deixando a mesma atingir o solo ou a rede de esgoto, tanto pluvial quanto cloacal. Para recolhê-lo, utilize areia, serragem ou outra substância absorvente. Se utilizar tecido, esteja ciente de que o mesmo deve ser inutilizado e enviado ao fornecedor da madeira.